# حديقة نباتية

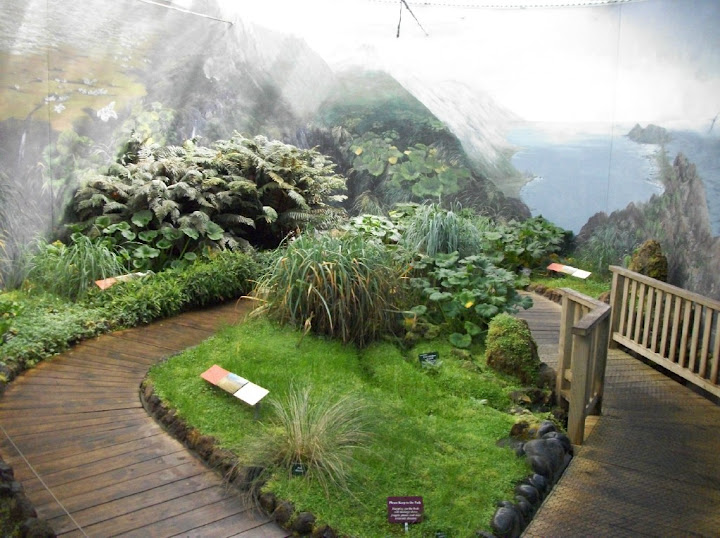
حديقة نباتية.

حديقة نباتية (الجمع: الحَدَائِق النَبَاتِيَّة) أو حديقة النباتات هي حدائق يتم توثيق النباتات فيها حسب تصنيف المملكة النباتية، بزراعتها في أرض واسعة تضم أعدادًا هائلة من النباتات الطبيعية والغريبة، وكذلك النباتات الشائعة، مع وجود معلومات كاملة بجانب كل نبات تكون بمثابة هوية موثّقة يتم فيها التعريف بالنبات وكتابة الاسم العلمي والفصيلة والشعبة النباتية التي ينتمي لها. وتكون مرجعًا للهواة والدارسين لعلوم النبات. ويكون وجودها ضروريًا في الجامعات ليتسنى للطلاب التعرف على النباتات عن قرب وأخذ المعلومات الكاملة عنها.

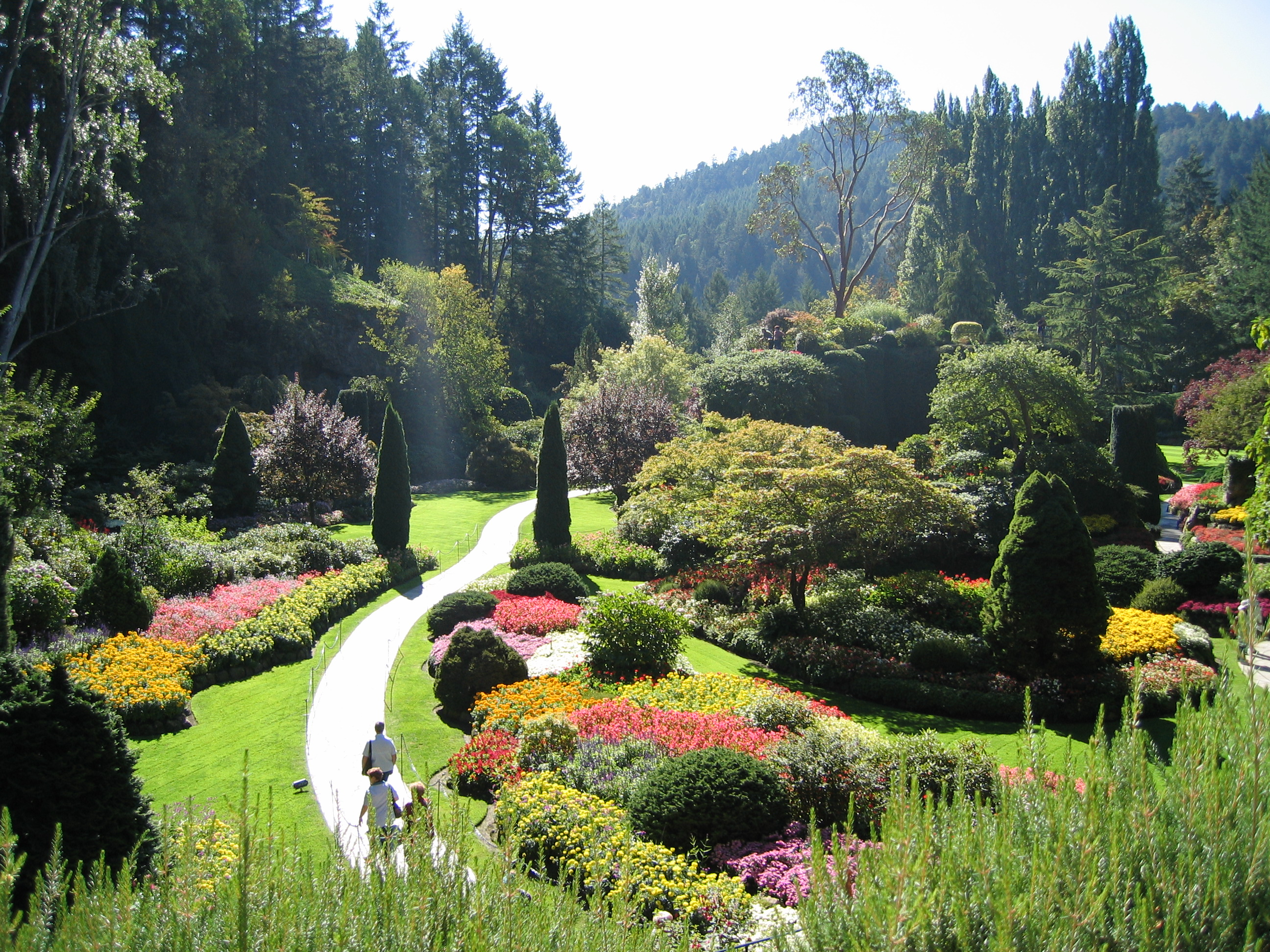
حديقة نباتية.

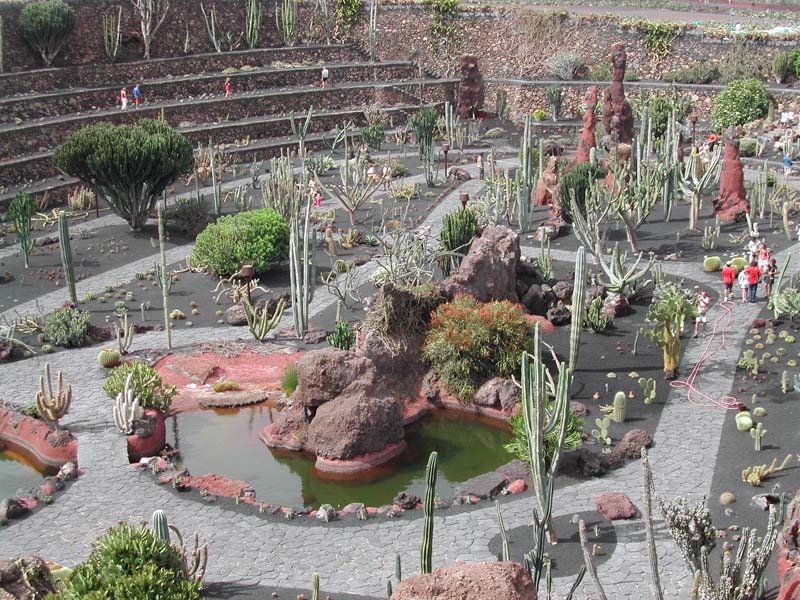
حديقة نباتية.

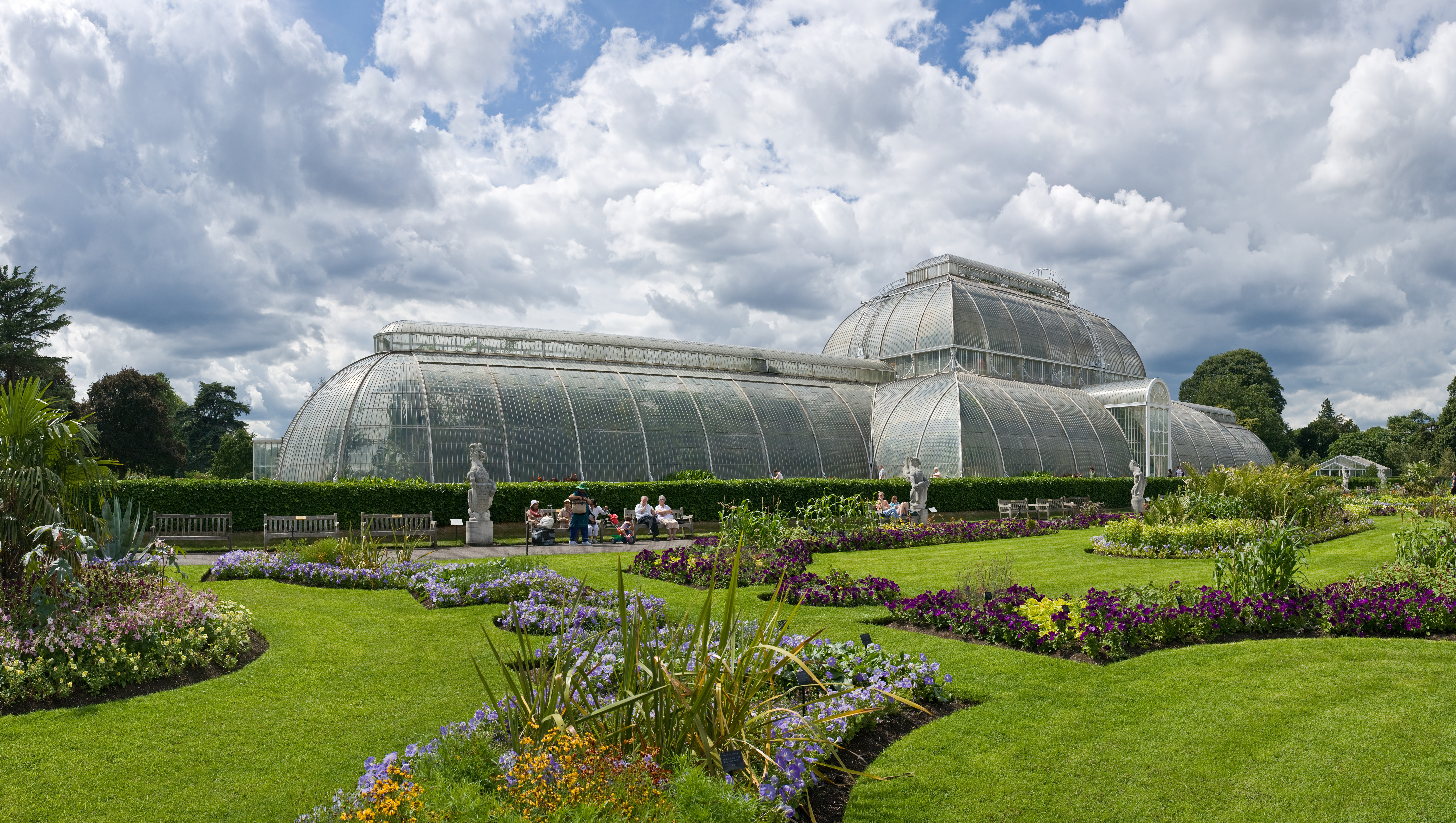
حديقة نباتية.

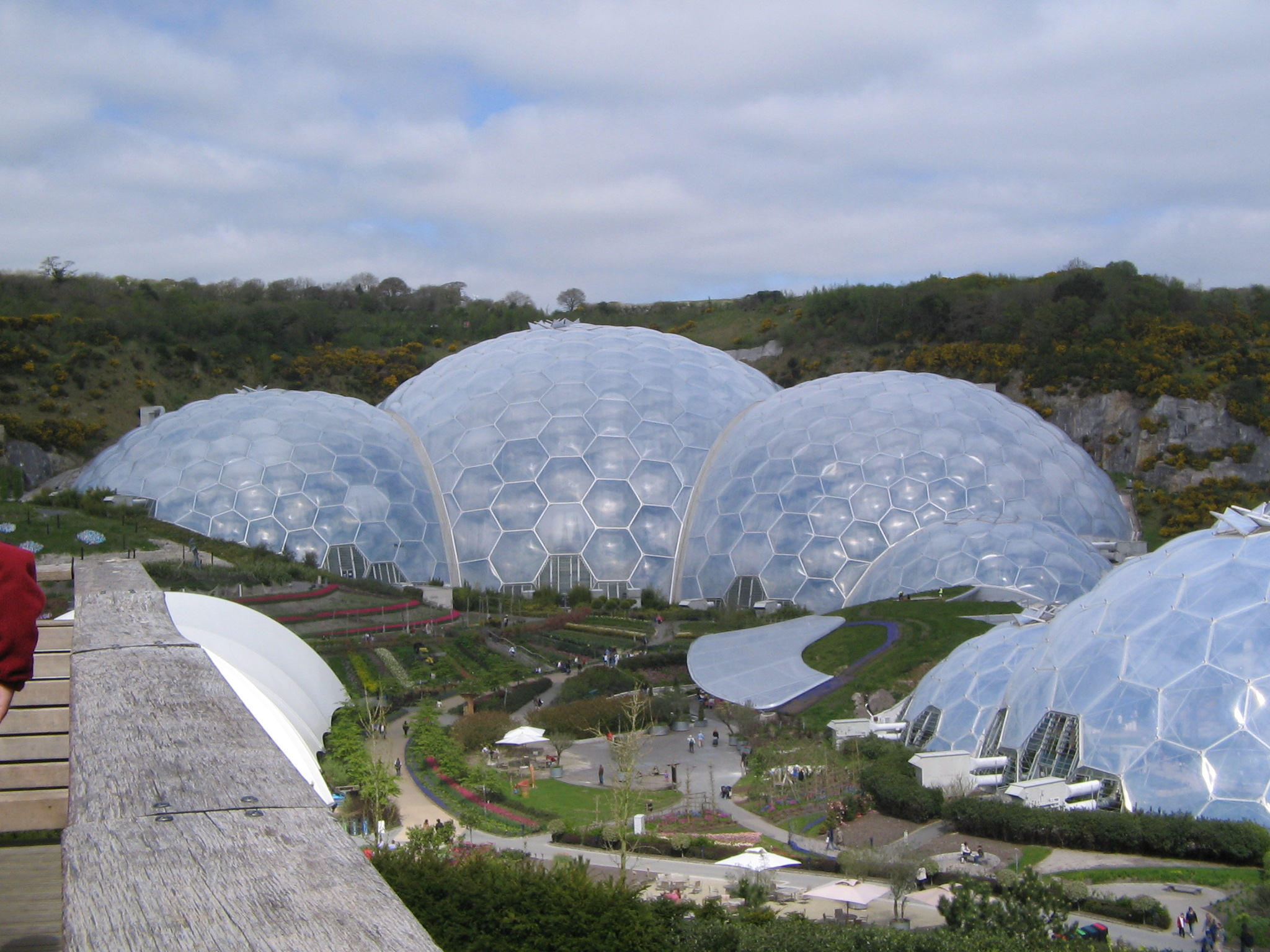
حديقة نباتية.

وهي ليست مجرد حدائق بالمعنى المتداول لهذا اللفظ بل هي مؤسسات علمية نباتية تمثل فيها الحديقة جزءًا يسيرًا بجانب الصوب والمعشبة والمكتبة ومعامل البحوث وأيضا تؤدى الحديقة النباتية من قديم الأزل دورا رئيسيا نحو علم تقسيم النباتات حيث أنها تعتبر مؤسسات علمية نباتية تعكس مدى التقدم الزراعى في أي دولة حيث تضم العائلات النباتية المحتلفة التي تنمو بالمنطقة المناخية الموجود بها الحديقة وجلب الأنواع الجديدة وأقلمتها.
ومن المعروف أن جميع جامعات العالم حاليًا يتبعها حدائق نباتية خاصة بكل منها ومسجل بالفهارس النباتية حاليا نحو 800 حديقة نباتية وهنا بمصر توجد أربعة حدائق نباتية مسجلة ومن المفترض أنها تابعة لمعهد بحوث البساتين كمعهد علمى متخصص به قسم بحوث الحدائق النباتية وهو القسم المنوط به الإشراف وتطوير هذه الحدائق وذلك تبعا للقرار الجمهورى رقم 112 لسنة 1986 والذي ينص على تبعية هذه الحدائق لقسم بحوث الحدائق النباتية.

## أهم وظائف الحديقة النباتية
1. التعريف بالنباتات المختلفة وتصنيفها العلمى.
2. اكتشاف نباتات المناطق الطبيعية المجهولة.
3. استزراع الأصناف الجديدة من النباتات.
4. إجراء البحوث العلمية في المجالات العديدة المتعلقة بالنبات كالتقسيم والتربية وغيرهما.
5. العناية بالمعشبة الملحقة بها والنهوض بها بصورة مستمرة.
6. العناية بالمكتبة الملحقة بها وتزويدها بما يستجد من معرفة في هذا المجال.
7. العناية بمعامل البحوث المختلفة الملحقة بها وتجهيزها بأحدث الوسائل العلمية.
8. العناية بالنماذج الممثلة للمملكة النباتية جميعا سواء كانت تنمو في المناطق القطبية أو الاستوائية وذلك بزراعتها خارج أو داخل الصوبات.
9. المحافظة على بعض المساحات الطبيعية للدراسات البيئية.
10. تنظيم المعلومات المختلفة المتحصل عليها من مختلف علوم النبات.
11. تأسيس وصيانة والمحافظة على مستودع الجينات Gene Pool للمحافظة على السلالات في حالة نقية بإنشاء بنك الجينات.
12. للحدائق خدمات جليلة في كافة الأنشطة الاجتماعية والثقافية والاقتصادية.